# إندو جاين
تنتمي إندو جاين (بالإنجليزية: Indu Jain) إلى عائلة ساهو جاين وهو الرئيس الحالي لأكبر مجموعة إعلامية في الهند، مجموعة بينيت وكولمان (Bennett، Coleman & Co. Ltd) التي تمتلك صحيفة تايمز أوف إينديا (وغيرها من الصحف).تحتل صحيفة تايمز أوف إينديا المرتبة 88 بين العلامات التجارية الأكثر ثقة في الهند. ومع ذلك، صُنفت الصحيفة في عام 2017 في المرتبة 355.
بلغات قيمة ثروة إندو جاين الصافية 3.1 مليار دولار واحتلت المرتبة 57 كأغنى شخص في الهند والمرتبة 549 لأغنى شخص في العالم.

## حياتها المهنية
إندو جاين هي رئيسة مجموعة التايمز. قامت شركة جاين منذ توليها منصب رئيسة لمجموعة التايمز بتوفير موارد جديدة لنمو مجال الإعلام بالهند.
تقدم مؤسسة التايمز التي تأسست تحت إشراف السيدة إندو جاين الخدمات المجتمعية كما تدعم الأبحاث وتوفر صندوق الإغاثة في أوقات الإغاثة للإغاثة من الكوارث مثل الفيضانات والأعاصير والزلازل والأوبئة.
تشغل إندو جاين أيضاً منصب مؤسس رئيس جناح السيدات في شركة FICCI (FLO منذ مارس 2017، كما أنها رئيسة جمعية بهاراتيا جنانبيث ترست Bharatiya Jnanpith Trust، التي تمنح جائزة الهند الأدبية.
تقود إندو جاين حركة لنشر مبادئ السلام على مستوى العالم.

## الجوائز

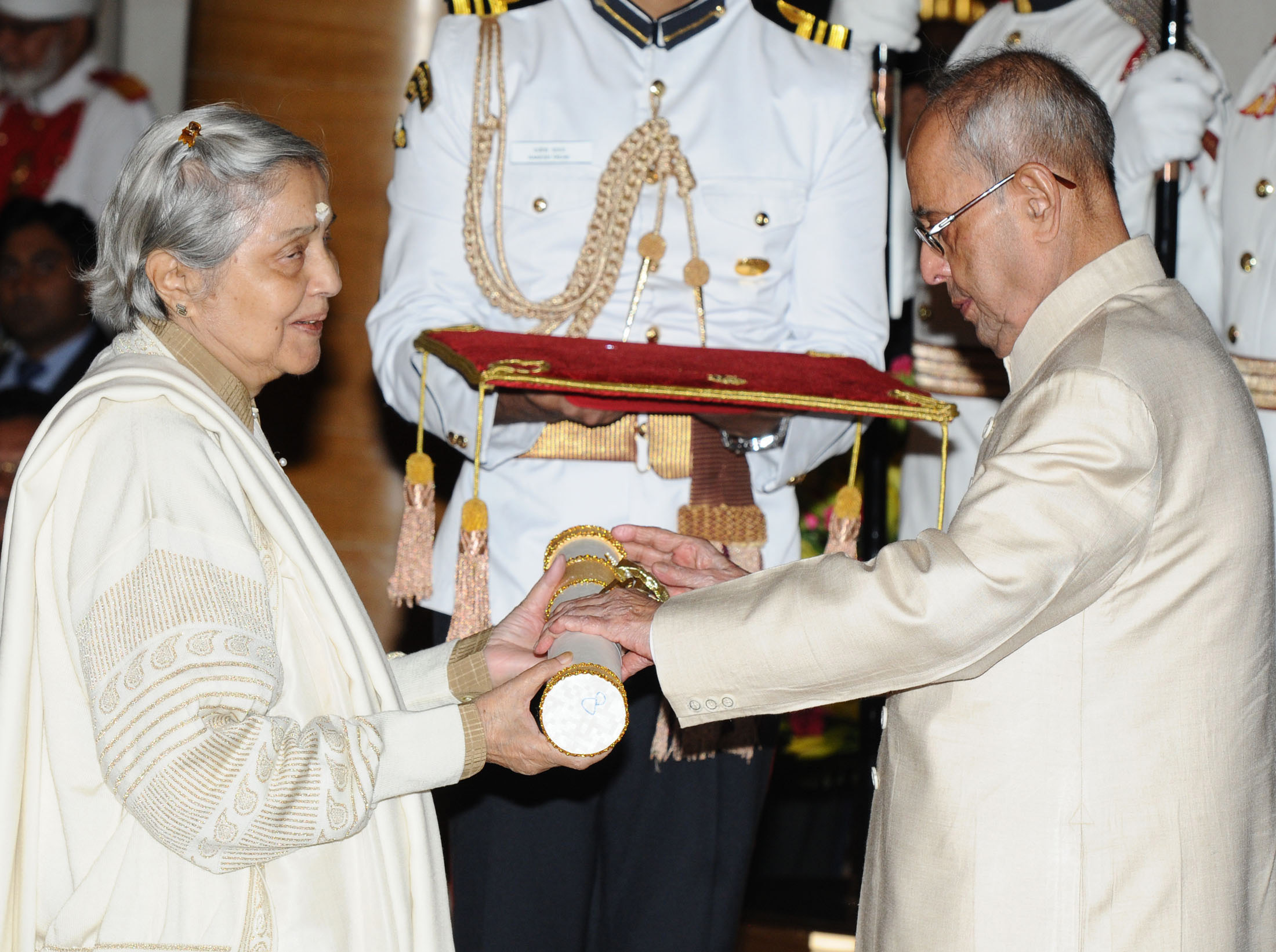
الرئيس، شري براناب موخيرجي يسلم جائزة بادما بوشان إلى إندو جين، في حفل تكريم مدني، في راشتراباتي بهافان، في نيودلهي 12 أبريل 2016.

حصلت السيدة جاين على جائزة بادما بهوشان من قبل حكومة الهند في يناير 2016.

## حياتها الشخصية
تزوجت إندو جاين من أشوك كومار جاين وأنجبت منه ولدين هما سمير جاين، وفينيت جاين وابنة. تُوفي زوجها في 4 شباط / فبراير 1999 في كليفلاند بولاية أوهايو بالولايات المتحدة عن عمر يناهز 65 عاماً، بعد عملية زرع قلب في 10 يناير / كانون الثاني.